# Witch Watch
Witch Watch (jap. ウィッチウォッチ) ist eine Manga-Serie von Kenta Shinohara, die seit 2021 in Japan erscheint. 2025 kommt eine Adaption als Anime-Fernsehserie heraus. Die fantastische romantische Komödie über das Zusammenleben eines jugendlichen Ogers und einer jungen Hexe und einigen weiteren Fabelwesen wurde in mehrere Sprachen übersetzt, darunter auch ins Deutsche.

## Inhalt
Bei Morihito Otogi (乙木守仁) zieht überraschend seine Kindheitsfreundin Nico Wakatsuki (若月ニコ) ein. Das tollpatschige Mädchen macht ihre Ausbildung zur Hexe und hat ihn als ihren Vertrauten auserwählt. Morihitos Vorfahren, eine Familie von Ogern, waren stets Vertraute von Hexen und haben daher eine menschliche Gestalt. Der Junge kommt ihr mit seinen Bärenkräften immer wieder zu Hilfe und beschützt sie. Dabei hat Nico ihn vor allem deswegen ausgewählt, um Morihito näher zu kommen, in den sie schon seit langem verliebt ist. Der stoische Morihito wiederum handelt vor allem aus Pflichtgefühl. Ihm sind auch die Prophezeiungen von Nicos Mutter bekannt, die vor ihr selbst geheim gehalten werden, nach denen ihr großes Unheil und eine Gefahr drohen. Mit ihren magischen Fähigkeiten verursacht die tollpatschige Nico auch selbst allerlei Ärger. Dabei will sie ihre Kräfte möglichst viel anwenden und anderen helfen, um so ihre Ausbildung abschließen zu können. Daher macht sie trotz Morihitos Bedenken ihre Fähigkeiten öffentlich und erhält so allerlei Aufträge, vor allem von Mitschülern, die Hilfe durch ihre Magie suchen.
Nach und nach stoßen weitere Fabelwesen dazu. So taucht der lebhafte Tengu Kanshi Kazamatsuri (風祭 監志) auf, der sich in der Hexenwelt mit Nico angefreundet hat und sie ebenfalls beschützen soll. Daher und obwohl er sich zunächst überhaupt nicht mit Morihito versteht, zieht er ebenfalls bei den beiden ein. An der Schule freundet sich Morihito mit Keigo Magami (真神 圭護) an, der mit seinen subkulturellen Leidenschaften ein Außenseiter in der Klasse ist. Er hilft den Freunden gelegentlich. Auch die jugendliche Hexe Nemu Miyao (宮尾 音夢) aus der Nachbarschaft zeigt Interesse an der Gruppe – jedoch immer in Form einer Katze. Und sie ist zu schüchtern, sich als Mensch vorzustellen. Erst als sie zufällig einen bösen Hexenmeister findet, der Nico entführen will, kann sie sich überwinden. Sie erzählt von der Gefahr, doch an der Schule geht bereits eine geheimnisvolle Droge um. Die vom Hexenmeister stammenden Bonbons werden von dessen Vertrauten „Wolf“ verteilt und verwandeln die Konsumenten in Marionetten. Schon kurz darauf greift der Hexenmeister an und es kommt zum Kampf. Dabei entpuppt sich Keigo als Werwolf, der sich in Wolf verwandelt und gegen Morihito kämpft. Nur mit Mühe können der Hexenmeister und Wolf von den Freunden besiegt werden. Keigo wurde für das Bündnis mit dem Hexenmeister ein Allheilmittel versprochen. Er erhält es nun stattdessen von Nico, um seine seit einem Unfall behinderte Mutter zu heilen. Die Freunde verzeihen Keigo und er zieht ebenfalls ein, um von nun an mit ihnen gemeinsam Nico zu beschützen.

## Veröffentlichung
Der Manga wird seit Februar 2021 in Einzelkapiteln im Magazin Shūkan Shōnen Jump von Shūeisha veröffentlicht. Der Verlag bringt die Serie seit Juni 2021 auch in bisher 22 Sammelbänden heraus (Stand Juli 2025).
Eine deutsche Übersetzung von Yayoi Okada-Willmann wird seit November 2022 in bisher 17 Bänden von Egmont Manga herausgegeben (Stand Juli 2025). Bei Edizioni Star Comics erscheint eine italienische und bei Studio JG eine polnische. Von Viz Media wird eine englische Fassung herausgegeben, die auch online parallel zur japanischen Erstausgabe auf der Plattform Manga One veröffentlicht wird.

## Anime-Adaption
Im August 2024 wurde eine Anime-Adaption der Serie angekündigt. Sie entstand in den Bibury Animation Studios. Die Regie übernahm Hiroshi Ikehata und die Drehbücher schrieb Deko Akao. Das Charakterdesign wurde von Haruko Iizuka adaptiert und die künstlerische Leitung lag bei Ping Xue. Die 3D-Animationen leitete Hao Wei Hu und für die Kameraführung war Hisashi Yonezawa verantwortlich. Tonregie führte Fumiyuki Go.
Seit 6. April 2025 läuft der Anime im japanischen Fernsehen bei den Sendern MBS, TBS, BS NTV und AT-X. Parallel dazu erfolgt die Veröffentlichung per Streaming über die Plattform Crunchyroll, unter anderem mit deutschen und englischen Untertiteln. Versetzt werden auch synchronisierte Versionen veröffentlicht, seit dem 20. April eine Fassung auf Deutsch.

### Synchronisation
Die erste deutsche Synchronfassung von ADN entstand unter der Regie von Julia Bautz bei TNT Media. Das Dialogbuch schrieb Nicole Hise. Netflix ließ für ihre Veröffentlichung eine eigene Synchronfassung erstellen, diese entstand bei der FFS Film- & Fernseh-Synchron in München. Das Dialogbuch schrieben Nicolle Gonsior, Kimberley Ann Reif und Marie-Jeanne Widera, welche auch die Dialogregie führte.
| Rolle              | japanische Stimme (Seiyū) | deutsche Stimme (1. Synchronfassung, ADN) | deutsche Stimme (2. Synchronfassung, Netflix) |
| ------------------ | ------------------------- | ----------------------------------------- | --------------------------------------------- |
| Nico Wakatsuki     | Rina Kawaguchi            | Patricia Strasburger                      | Lucy Leopold                                  |
| Morihito Otogi     | Ryōta Suzuki              | Tim Schwarzmaier                          | Nicolai Mondschein                            |
| Kanshi Kazamatsuri | Kōhei Amasaki             | Patrick Keller                            | Grischa Olbrich                               |
| Keigo Magami       | Kaito Ishikawa            | Roman Wolko                               | Mio Lechenmayr                                |
| Nemu Miyao         | Tomori Kusunoki           | Julia Bautz                               | Sarah Förster                                 |

### Musik
Yukari Hashimoto komponierte den Soundtrack der Serie. Das erste Titellied ist Watch Me! von Yoasobi und das Abspannlied Mahō wa Spice (魔法はスパイス) von Aooo. Das zweite Titellied lautet Tokihanate! (ときはなて！) von Hajimero und das zweite Abspannlied Tsuki to Watashi no Kakurenbo (月と私のかくれんぼ) stammt von Yutori.